# Джон Фастольф
Джон Фастольф (англ. John Fastolf; близько 1378 — 5 листопада 1459) — відомий англійський полководець часів Столітньої війни, що став прототипом Фальстафа в п'єсах Вільяма Шекспіра.

## Життєпис
Джон Фастольф був сином Норфолкського джентрі Джона Фастольфа. У 1405—1406 роках служив в Ірландії разом з графом Томасом Ланкастерським. За його словами, в юнацтві він здійснив паломництво в Єрусалим. Вдало одружившись у 1408 році, він став володарем значного статку.
У 1413 році він служив у Гасконі, в 1415—1439 роках — у Північній Франції під прапорами короля Генріха V і його брата герцога Бедфорда.
У 1415 році він взяв участь в облозі Арфлера, але після поранення повернувся додому, у зв'язку з чим не взяв участі в переможній для англійців битві під Азенкуром. Взимку 1415—1416 років він повернувся в Арфлер, щоб боронити місто від нападу французів. У листопаді 1415 року Фастольф очолив англійський загін у рейді в околицях Руана. За захоплення в полон Жана II Аласонського в битві під Вернеї  він отримав титул лицаря і земельний наділ у Франції.
Джон Фастольф служив гофмейстером двору герцога Бедфорда і керував провінціями Мен і Анжу. У лютому 1426 роки він став кавалером престижного  Ордена Підв'язки. У 1428 році він повернувся в Англію, але вже в наступному році знову повернувся на війну і 12 лютого 1429 року розгромив французів і їх шотландських союзників у знаменитій «битві оселедців».
Під час облоги Орлеана він був на вершині своєї слави і популярності. За видатні заслуги його навіть представили до Ордену Золотого руна, однак кандидатура була скасована в 1429 році, що багато в чому було пов'язане з поразкою англійців під Орлеаном. 18 червня англійська армія під командуванням Фастольфа і Тальбота була розбита французами під Пате. Після цього він був виключений з Ордену Підв'язки, однак через кілька років був знову відновлений і продовжив з честю служити англійській короні. Під час перебування у Франції він отримав титул барона.
Фастольф був одним з тих англійських воєначальників, які докладали всіх зусиль, щоб з гідністю завершити невдалу для англійців війну. У 1440 році Фастольф повернувся на батьківщину, проте спори навколо його суперечливої постаті не вщухали і в 1451 році під час повстання Джека Кеда Фастольф був звинувачений народом у невдачах англійських військ у Франції. Джон Фастольф помер 5 листопада 1459 року в місті Кейстер-он-Сі.
Фастольф став відомий не тільки як воєначальник, а й як діяч освіти: так, він вкладав великі кошти у відкриття філософських шкіл у Кембриджському університеті.